# Charette-Varennes
Charette-Varennes è un comune francese di 410 abitanti situato nel dipartimento della Saona e Loira nella regione della Borgogna-Franca Contea.

## Società

### Evoluzione demografica
Abitanti censiti